# 法昆多·博納諾特
法昆多·巴伦廷·博納諾特（西班牙語：Facundo Valentín Buonanotte；2004年12月23日—），阿根廷足球運動員，現効力英超球會布莱顿。

## 外部連結
- Soccerway資料庫：法昆多·博納諾特